# John T. Lewis
John T. Lewis   (Swansea, 15 d'abril de 1932 - Dublín, 21 de gener de 2004) va ser un matemàtic i físic teòric gal·lès.

## Vida i Obra
Nascut a Swansea va començar els estudis secundaris a Cardiff fins que, en acabar la Segona Guerra Mundial la família es va traslladar a Belfast, on va acabar la secundària i va fer les estudis universitaris a la universitat Queen's de Belfast, en la qual es va doctorar el 1955.
El 1956 va esdevenir professor a la universitat d'Oxford en la qual va estar fins al 1972, quan va marxar a Dublín per dirigir el departament de física teòrica de l'Institut d'Estudis Avançats, del qual es va retirar el 2001. En els últims anys a l'Institut, va fundar la companyia CORVIL per explotar els seus coneixements en l'anàlisi del tràfic de dades a Internet.
Els seus primers treballs van ser en mecànica quàntica(mètode Dalgarno-Lewis, noció de mesura positiva). Va continuar el seu treball sobre problemes fonamentals de la física, com el condensat de Bose-Einstein, i també va dur a terme investigacions en teoria de la informació.